# Győrffy István (botanikus)
Kőhalmi Győrffy István (Hidasnémeti, 1880. december 19. – Székesfehérvár, 1959. április 16.) botanikus, mohakutató, alpinista, egyetemi tanár, a Magyar Tudományos Akadémia tagja. Botanikai szakmunkákban nevének rövidítése: „Győrffy”. Győrffy Barna (1911–1970) növénygenetikus, biokémikus apja.

## Pályája
Kolozsváron járt egyetemre, amelynek elvégzése után tanársegédként "bent maradt". 1904 és 1913 között középiskolákban tanított. Miután visszakerült Kolozsvárra, előbb magántanár, majd rendes tanár volt. Az első világháború után Szegeden új tanszéket és botanikus kertet szervezett. 1940–től 1944-ig ismét Kolozsvárott élt.  1940–től a Magyar Tudományos Akadémia levelező tagja volt 1949-ig, amikor – számos tudóstársához hasonlóan – tagságától megfosztották. Élete utolsó szakaszát a Mátrában, Gyulán, végül Csákvárott töltötte.

## Munkássága
Tanszékein a virágtalan növényeket kutató munkaközösséget szervezett. Nemzetközileg elismert briológus volt, azaz a mohák környezettanával, egyes mohafajok és nemzetségek monografikus vizsgálatával, a Tátra és Erdély mohaflórájával, valamint a mohák fejlődési rend ellenességeivel foglalkozott. Több száz cikket publikált hazai és külföldi tudományos folyóiratokban.

## Emlékezete
Nevét számos növény viseli. Több virágos taxont, valamint alganemzetséget neveztek el róla.
Arcképe megtalálható a Botanikai Közlemények 1997/1-2. számában.